# Wilma Elles
Wilma Elles es una actriz y modelo alemana, más conocida por haber interpretado a Caroline Enke en la serie Öyle Bir Geçer Zaman Ki.